# Мухаммад ибн Исмаил (имам)
Абу́ Абдулла́х Муха́ммад ибн Исмаʿи́л (араб. محمد بن إسماعيل بن جعفر الصادق‎; 740, Медина, Омейядский халифат — 813, Саламия, Аббасидский халифат) также известный в своё время как аль-Майму́н и, следовательно, иногда ошибочно идентифицируемый как Майму́н аль-Кадда́х, — сын Исмаила ибн Джафара, исмаилитский имам. Его потомки в дальнейшем основали династию Фатимидов, при которых исмаилизм позже разделился на низаритов и мусталитов.

## Биография

### Ранняя жизнь
Имам Мухаммад ибн Исмаил родился в 740 году. В мусульманской исторической литературе о нём не сообщается никаких конкретных подробностей, поскольку он открыто не участвовал ни в одном анти-аббасидском восстании. Мухаммад был старшим сыном Исмаила, у которого был по крайней мере ещё один сын по имени Али. Он также был старшим внуком имама ас-Садика, и, согласно исмаилитской традиции, на момент смерти последнего ему было двадцать шесть лет. Кроме того, все источники сходятся во мнении, что он был старше своего дяди Мусы примерно на восемь лет. Его раннее детство прошло под защитой его деда имама Джафара ас-Садика в Медине. На протяжении всего своего пребывания в Медине он носил личину, чтобы защитить свою личность, и только избранные миссионеры и верные ему люди знали о его истинной личности.
Он был имамом «мубаракитов» и старшим мужчиной в семье имама ас-Садика после смерти его дяди Абдуллаха аль-Афтаха. Как таковой, он пользовался определённой степенью уважения и старшинства в этой фатимидской ветви семьи Алидов. Однако после признания имамата Мусы аль-Казима большинством последователей ас-Садика положение Мухаммада стало неустойчивым в его родном Хиджазе, где также жил его дядя и главный соперник Муса. Вероятно, именно тогда, вскоре после смерти ас-Садика, Мухаммад покинул Медину и отправился на восток, скрываясь, с тех пор получив эпитет аль-Мактум («скрытый»). В результате он был спасён от преследований аббасидами, продолжая поддерживать тесные контакты с мубаракитами, которые, как и большинство других радикальных шиитских групп того времени, были сосредоточены в эль-Куфе.

### «Даур ас-сатр»
Согласно 4-му тому «Уюн аль-Ахбар», имам Мухаммад проживал в Медине, чтобы распространять исмаилизм и искать для себя укрытие. Аббасидский халиф того времени Харун ар-Рашид расследовал местонахождение имама Мухаммада и направил силы по всей Медине на его поиски. Когда Харун ар-Рашид искал его место, он спрятался в подземном ходе, построенном в его доме, а затем покинул своё место, сохранив своё местонахождение в секрете. Благодаря жене Харуна ар-Рашида, Зубайде, и её преданности имаму Мухаммаду ибн Исмаилу. Имаму Мухаммаду удалось ускользнуть от вражеских войск и мигрировать в эль-Куфу.
Различные источники упоминают различные населённые пункты и регионы в качестве конечного пункта назначения Мухаммада, но несомненно, что сначала он отправился в южный Ирак, а затем в Персию. Согласно более поздным исмаилитам, эта эмиграция знаменует начало периода сокрытия («даур ас-сатр») в раннем исмаилизме, сокрытие закончилось установлением Фатимидского халифата. Мухаммад ибн Исмаил, по-видимому, провёл большую часть своей жизни в Хузестане, на юго-западе Персии, где у него было определённое количество сторонников и откуда он отправлял своих да’и в прилегающие районы. Точная дата смерти Мухаммада остаётся неизвестной.

В письме, написанном в 965 году фатимидским имамом аль-Муизз Лидиниллахом, говорится, что:
Да’и использовали свои собственные имена в качестве псевдонимов для имамов, чтобы защитить их от преследований; некоторые люди были введены этим в заблуждение до такой степени, что они сказали, что потомком имама Мухаммада ибн Исмаила был Абдуллах ибн Маймун аль-Каддах.
Согласно Арифу Тамиру в «аль-Карамите»:  
Когда Мухаммад ибн Исмаил бежал с востока и обосновался в Пальмире в Сирии, центре своей деятельности; он называл себя Маймун аль-Каддах.
У Мухаммада было по крайней мере два сына, Исмаил и Джафар, в то время как он открыто жил в Медине. После его эмиграции у него родилось ещё четверо сыновей, в том числе Абдуллах известный исмаилитам как «Вафи Ахмад», который сменил его и стал 8-м исмаилитским имамом. Считается, что 8-й, 9-й и 10-й исмаилитские имамы ушли в сокрытие из-за постоянной угрозы смерти со стороны династии Аббасидов.

### Последствия
Мубаракиты разделилась на две группы после смерти Мухаммада ибн Исмаила. Одна маленькая и малоизвестная группа по-видимому, прослеживает имамат в потомстве умершего имама. Однако отдельное существование этой группы не зафиксировано ни в одном современном источнике, пока ‘Абдуллах (или 'Убайдаллах в неисмаилитских источниках), будущий лидер движения, открыто не заявил об имамате исмаилитов для себя и своих предков. Была вторая группа, все ещё небольшая, но составляющая основную часть мубаракитов, которая отказалась признать смерть Мухаммада ибн Исмаила. Для этих сектантов, идентифицированных имамитскими ересиографами как непосредственные предшественники карматов, Мухаммад ибн Исмаил считался их седьмым и последним имамом, который, как ожидалось, вновь появится как махди или каим, «восходящий». Следует добавить, что термины «аль-махди» и «аль-каим» в основном синонимичны в их шиитском употреблении, хотя исмаилиты стали отдавать предпочтение «аль-каиму», особенно после присоединения Абдуллаха к Фатимидскому халифату. Подобные секты так называемых вакифитов, «тех, кто твёрдо стоит» за своего последнего имама, отстаивая его неминуемое возвращение в качестве махди, чтобы наполнить землю справедливостью, были довольно многочисленны во II—VIII веке. Мухаммад ибн Исмаил, у которого было значительное число последователей, легко мог бы претендовать на должность эсхатологического махди. 
Более подробную информацию об изначальных верованиях исмаилитов можно осторожно и выборочно почерпнуть из того, что ан-Наубахти и аль-Кумми рассказывают о карматах. Эти авторы не упоминают какую-либо другую конкретную группу исмаилитов своего времени, и их рассказы предшествуют открытым притязаниям Абдуллаха на имамат и расколу движения в 286/899 году. Согласно их рассказам, карматы, вышедшие из мубаракитов, ограничили число своих имамов семью, что также объясняет, почему исмаилиты позже приобрели дополнительное название «сабийя» или «семеричники». Этими имамами были Али ибн Абу Талиб, который был одновременно имамом и посланником-пророком (расуль), аль-Хасан, аль-Хусейн, Али ибн аль-Хусейн, Мухаммад ибн Али, Джафар ибн Мухаммад и, наконец, Мухаммад ибн Исмаил ибн Джафар, который был имамом аль-каимом аль-махди, а также посланником-пророком. Для того, чтобы уложиться в семеричников и начать с Али, оба автора опускают имя Исмаила ибн Джафара из ряда имамов, признанных карматами. 
В результате Мухаммад ибн Исмаил занимает седьмое место в ряду имамов. Похоже, что некоторые карматы или ранние исмаилиты включали Исмаила в качестве имама, в то время как другие опускали его. В более поздней исмаилитской литературе Али приобретает более высокий ранг, чем у обычного имама, рассматриваясь как основа имамата (асас аль-имама), и Исмаил всегда включается в список имамов. Согласно этому списку, который до сих пор поддерживается мусталитами, аль-Хасан считается первым имамом, а Исмаил и Мухаммад занимают, соответственно, шестую и седьмую позиции. Последняя система подсчёта была несколько изменена низаритами, которые, подчёркивая равенство всех имамов, считали Али первым, а аль-Хусейна вторым имамом. Низариты исключают аль-Хасана, который, по их мнению, был временным или доверенным (муставда*) имамом в отличие от постоянных (мустакарр) имамов. 